# Челе деј Пучини
Челе деј Пучини је насеље у Италији у округу Лука, региону Тоскана.
Према процени из 2011. у насељу је живело 45 становника. Насеље се налази на надморској висини од 357 м.